# Cupressus × leylandii
O cipreste de Leyland ou cipreste leilandês é uma árvore conífera de médio a grande porte, chegando normalmente aos 30 metros e ocasionalmente aos 40 ou 45. É ideal para sebes, pois tem um rápido crescimento. É um hibrido que resulta do cruzamento genético entre as espécies Cupressus macrocarpa e Cupressus nootkatensis.
Adapta-se a climas temperados, nao suportando geadas prolongadas nem temperaturas acima de 35 graus durante periodos prolongados. Também não é muito resistente a secas.
Também é usado para topiária.